# Chamar Chambers
Chamar Chambers (* 31. Oktober 1997) ist ein panamaischer Leichtathlet, der sich auf den Mittelstreckenlauf spezialisiert hat.

## Sportliche Laufbahn
Erste Erfahrungen bei internationalen Meisterschaften sammelte Chamar Chambers im Jahr 2015, als er bei den Juniorensüdamerikameisterschaften in Cuenca in 1:58,65 min den sechsten Platz im 800-Meter-Lauf belegte. Anschließend siegte er in 1:55,37 min bei den NACAC-Juniorenmeisterschaften in San Salvador. Im Jahr darauf gewann er bei den Zentralamerika- und Karibik-Juniorenmeisterschaften in San José in 47,96 s die Bronzemedaille im 400-Meter-Lauf und sicherte sich in 1:53,93 min die Silbermedaille über 800 Meter. Anschließend belegte er bei den NACAC-Meisterschaften in San Salvador in 48,82 s den vierten Platz über 400 Meter, siegte in 41,91 s mit der panamaischen 4-mal-100-Meter-Staffel und gewann in 3:17,34 min die Silbermedaille mit der 4-mal-400-Meter-Staffel. 2017 belegte er bei den Zentralamerikameisterschaften in Tegucigalpa in 48,22 s den fünften Platz über 400 Meter und siegte in 1:50,58 min über 800 Meter. Anschließend gelangte er bei den Juegos Bolivarianos in Santa Marta mit 1:49,35 min auf Rang vier über 800 Meter und auch bei den Zentralamerikaspielen in Managua wurde er in 1:54,04 min Vierter. Im Jahr darauf schied er bei den Zentralamerika- und Karibikspielen in Barranquilla mit 1:50,90 min im Vorlauf über 800 Meter aus und 2019 erreichte er bei den Südamerikameisterschaften in Lima mit 1:51,82 min Rang elf. Anschließend siegte er in 1:50,89 min bei den Zentralamerikameisterschaften in Managua über 800 Meter und sicherte sich in der 4-mal-400-Meter-Staffel in 3:17,98 min die Bronzemedaille. 2020 gewann er bei den Zentralamerikameisterschaften in San José in 2:04,85 min die Bronzemedaille über 800 Meter hinter dem Honduraner Josué Canales und Josué Francisco Murcia aus Costa Rica. Im Jahr darauf gewann er bei den Zentralamerikameisterschaften ebendort in 1:50,17 min die Silbermedaille und 2022 siegte er bei den Zentralamerikameisterschaften in Managua in 1:47,85 min über 800 Meter sowie in 3:16,04 min in der 4-mal-400-Meter-Staffel. Zudem gewann er in 47,72 s die Goldmedaille über 400 Meter. Im Oktober nahm er an den Südamerikaspielen in Asunción teil und siegte dort in 1:46,99 min über 800 Meter.
2023 siegte er in 46,53 s und 1:47,80 min über 400 und 800 Meter bei den Zentralamerikameisterschaften in San José und sicherte sich in der 4-mal-400-Meter-Staffel in 3:15,81 min die Bronzemedaille. Anschließend belegte sie bei den Zentralamerika- und Karibikspielen in San Salvador in 1:47,72 min den vierten Platz über 800 Meter und gelangte dann bei den Panamerikanischen Spielen in Santiago de Chile mit 1:47,84 min auf Rang sieben. Im Jahr darauf siegte er in 1:45,27 min bei den Ibero-Amerikanischen Meisterschaften in Cuiabá.
In den Jahren 2017, 2021 und 2023 wurde Chambers panamaischer Meister im 800-Meter-Lauf sowie 2017 auch über 400 Meter und 2023 über 1500 Meter.

## Persönliche Bestzeiten
- 400 Meter: 46,53 s, 7. Mai 2023 in San José
- 800 Meter: 1:45,27 min, 11. Mai 2024 in Cuiabá
- 1500 Meter: 3:59,11 min, 19. Mai 2023 in Havanna